# Murraya koenigii
Murraya koenigii, vulgarmente denominado árbol del curry o árbol de hojas de curry es un árbol de origen tropical e incluso subtropical de la familia de las Rutaceae. 

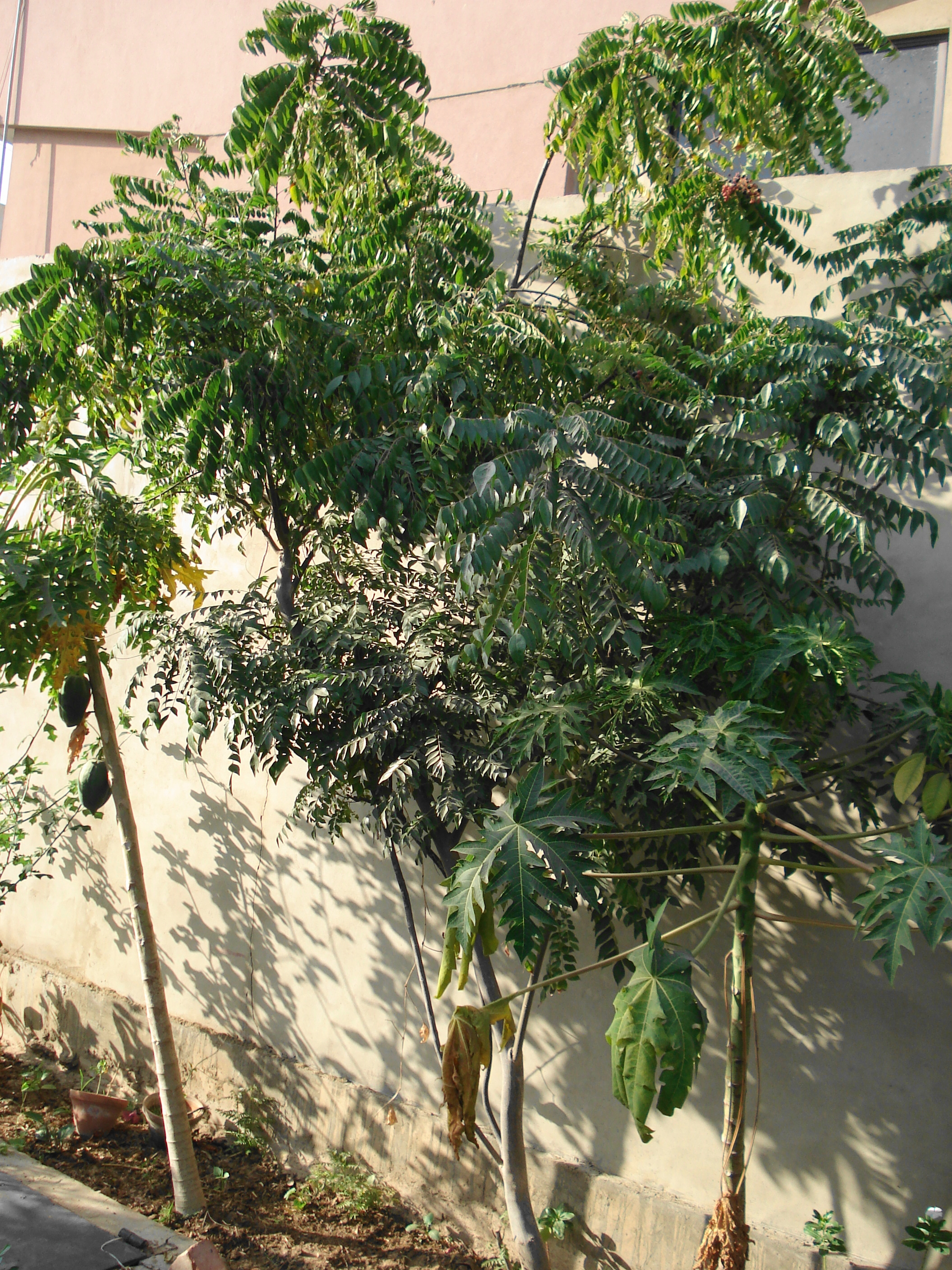
Vista de la planta

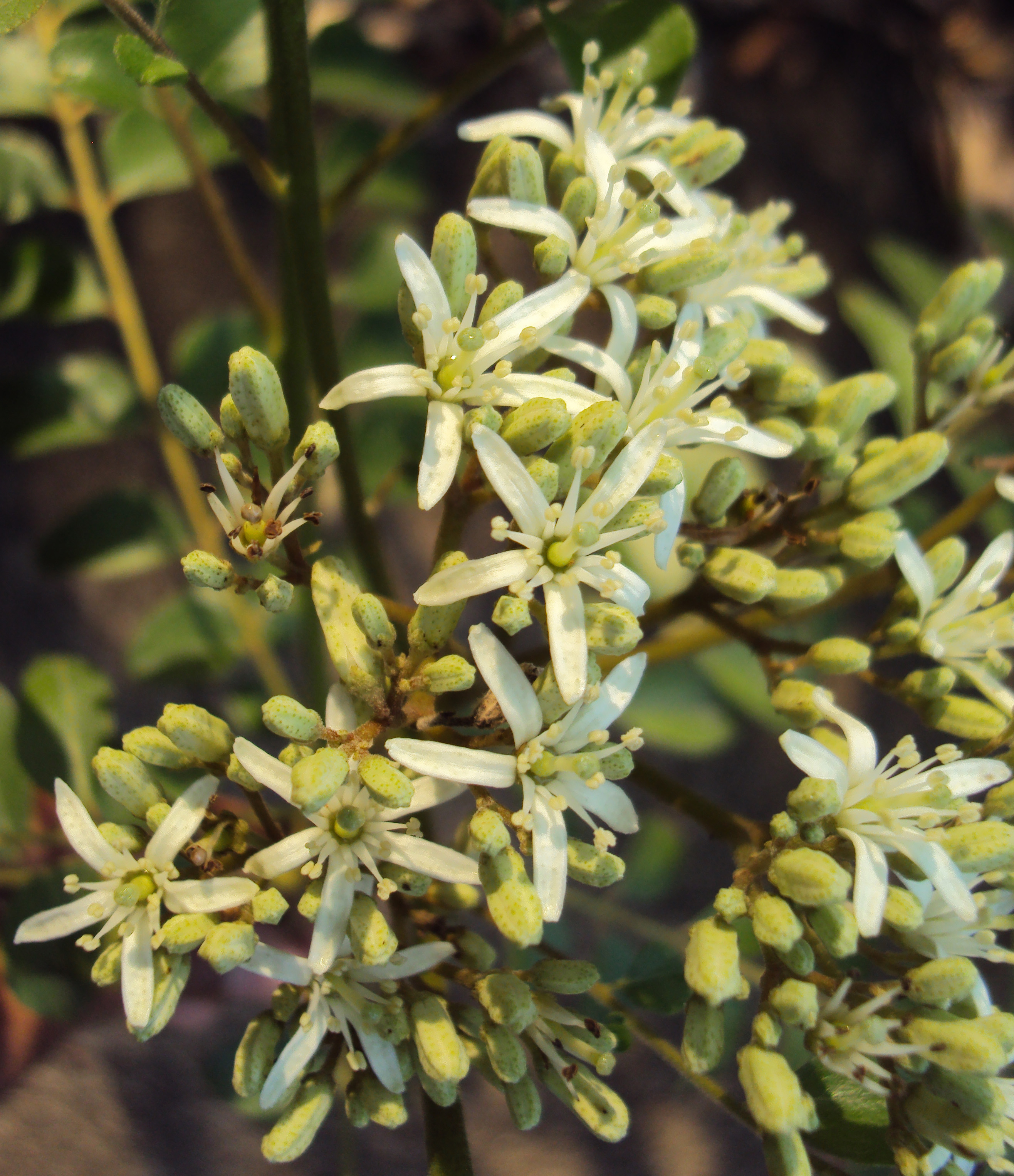
Flores

## Hábitat
El árbol es nativo de la India. El nombre y la asignación de especie fue asignado por el botánico Johann Gerhard Koenig.

## Descripción
El árbol de curry es pequeño, no más de 4 a 6 m de altura, con un tronco de 4 dm de diámetro. Las hojas son puntiagudas con ramificaciones de 11 a 21 hojuelas, cada hojuela es de 2-4 cm × 1-2 cm . Las flores son pequeñas y de color blanco, y muy olorosas. Las semillas de este árbol son venenosas.

## Denominaciones
En hindi puede denominarse de muchas formas: karepaku (Andhra Pradesh); narasingha, bishahari (Assam); barsanga, kartaphulli (Bengalí). 
- Español: árbol del curry, árbol de hojas de curry[1]

## Usos
Las hojas frescas se emplean como especia en la gastronomía de la India. Su sabor está entre penetrante y picante, se emplea en los platos con arroz y aquellos que contienen pollo o cordero. Los frutos del árbol se pueden comer como postre.
También se usan las hojas como medicina Ayurvédica.
Entre sus propiedades se tienen como antidiabéticas, antioxidantes, antimicrobiales, antiinflamatorias, protectoras del hígado, antihipercolesterolemias, etc.

### Confusión con otros currys
Es muy frecuente confundir este árbol con el polvo amarillento denominado curry (mezcla molida de especias caracterizada por el color amarillo de la cúrcuma) y no tiene nada que ver. Otra planta que causa confusión es el Helichrysum italicum denominado comúnmente "planta de hojas de curry", o planta del curry, que es una hierba anual y completamente desconectada del árbol del curry.

## Taxonomía
Murraya koenigii fue descrita por (L.) Spreng.  y publicado en Systema Vegetabilium 2: 315. 1817.
Etimología
Murraya: nombre genérico que fue otorgado en honor del botánico sueco Johan Andreas Murray.
koenigii: epíteto otorgado en honor del botánico Johann Gerhard Koenig.